# パトリック・ベバリー
パトリック・ベバリー（Patrick Beverley, 1988年7月12日）は、アメリカ合衆国イリノイ州シカゴ出身のプロバスケットボール選手。ポジションはポイントガード。

## 経歴

### ハイスクール
治安が恐ろしく悪い地域であるシカゴのウエストサイドに産まれ、実母であるリサの下で、シングルマザー家庭環境で育つ。実父はドラッグ関係の仕事をしており、家に寄り付きもしなかった。リサは朝から晩まで働き続け、「It's Me And You Against The World （私とお前で、世間と闘うのさ）」を口癖に、ベバリーを育てあげた。ベバリーの高校進学時、リサはシカゴの悪い環境を懸念し、ベバリーをシカゴから離れた田舎の高校へ進学させる事を決断する。しかし、ベバリーは、自分が二年ほど通っていた高校があまりに無名であった為、大学バスケから声がかからない事に危機感を抱いた。その為にリサを説得し、シカゴに戻って、シカゴのマーシャル高校に進学した。マーシャルでは、いつも何かしらの理由で騒ぎがあり、揉め事の耐えない空間だったが、ベバリーは「こっちの方が俺の性に合ってると感じた」という。Rivals.comでは四つ星の新人であり、トップ10のポイントガードと評されるほどの活躍をみせる。2006年には国内での65番プレイヤープレーヤーと評された。

### カレッジ
ガード選手の層が薄い事で、プレータイムが得られると考えたベバリーは、アーカンソー大学に進学を決めた。1年時から、その才能を遺憾なく発揮。スコアリング（13.9ppg）スティール数（1.7spg）3Pシュート成功率（.386）とフリースロー成功率（.812）と、高い成績を残し、ビバリーは、チーム内での最高成績を記録した。2年時では、アシスト（3.1apg）リバウンド（4.5rpg）において、チーム内で2番目の位置にあった。大学では20分間のプレイタイムが与えられ、5試合連続で20得点以上を記録し、自己記録の25得点を獲得する。オールアメリカンにも選出され、全米に自分の存在感を印象づける事に成功した。
しかし、ベバリーが2年時に、NCAAトーナメントにて、チームが2年連続で1回戦敗退した事から、ベバリーと相性の良かった監督が解雇されてしまい、次にやってきた新監督は、ベバリーのプレイスタイルを好まず、あまり重用しなかった。その事で、バスケット関係者に対して、ベバリーの伸び悩みを感じさせる印象を与えている事を知ったベバリーは不満を抱き、前監督が指揮をとるサウスフロリダ大に移る事を考えるが、リサの説得により思い留まった。

### BCドニプロ（2008年 - 2009年）
自分にベストな選択を模索していたベバリーは、大学のある講義にて、自らに課されたレポートの代行提出を行ってしまい、その行為が大学側に発覚し、1年間の試合出場停止処分を受ける。この事から、ベバリーは、大学を辞めて海外のプロチームでのプレイする事を、リサにも相談して許可を得ていたが、すでにどのチームもロスターが埋まっており、いい条件のチームは見つからなかった。その為、時期を待つ事にしたのだが、弟のように愛していた従兄弟のドノバンが、地元の公園で銃殺される事件が起きてしまい、強い衝撃を受けたベバリーは、自らの夢、そしてドノバンの夢でもあったNBA入りの夢に少しでも早く近づく為、2008年のNBAドラフトには参加せず、2008–09期の間、決して契約条件が良いと言えない、ウクライナの2部のBCドニプロに加入した。ウクライナでは、部屋の停電は当たり前、チームからの給料の遅配は当たり前という生活環境にうんざりしたが、バスケットへの影響は微塵も感じさせなかった。
46ゲームプレーし、平均プレイ時間は35.8分を記録した。ビバリーはアシスト数（3.6apg）、スティール数（2.2spg）と3Pシュート成功率（.380）でチームを勝利に導いた。その一方で、得点（16.7ppg）、リバウンド（7.0rpg）とこの記録はチーム内第2位にランクした。10のリバウンドも加える間、ビバリーはPolytekhnika-Halychyna Lvivに対してシーズン最高記録を31ポイントを記録した。16がオデッサとの決勝試合において高いシーズン最高記録を獲った。Hoverlaに対する14のリバウンドと21ポイントとともに、9つが助けるシーズン最高記録を記録した。又、ビバリーはウクライナのオールスターゲームでプレーし、スラムダンク・コンテストもプレイした。
大学時代、激しい接触プレイにて、ベバリーのアゴが完全に外れてしまったものの、ベバリーは閉まらない口のままプレイを続けようとしたというエピソードがある。そのくらい、元々ベバリーは負けん気が強いのだが、ウクライナでは激しいフィジカルプレイが主流であった為、ベバリーが元々持っていた負けん気がより発揮され、大型選手に当たる事を全く嫌がらないプレイスタイルの下地ができていった。

### オリンピアコスBC（2009年 - 2010年）
ベバリーは、2009年のNBAドラフトの2巡目42位でロサンゼルス・レイカーズによって指名され、夢であったNBA選手への道を歩みだす。交渉権は、2009年8月26日にマイアミ・ヒートに移動した。当時のヒートの金銭的事情により、ベバリーはGBLのオリンピアコスBCと契約させられ、まずはユーロリーグにて育成する方針がとられた。当時のオリンピアコスには個性的な選手が多く所属しており、ベバリーに与えられたプレイタイムは少なかった。その為、少ないプレイタイムで自分を印象よく見せる方法を探す必要に迫られ、練習や試合で、自分の特徴を周囲にアピールする手段を磨いていった。
2010年夏。ベバリーはアメリカに呼び戻された。ヒートのトレーニングキャンプにて、コーチに認められ、レブロンにも認められ、控えポイントガードのNBA選手としてチームに帯同する事が決まり、ベバリーのNBA選手デビューまで、あとほんの少しだった。レギュラーシーズンが始まるほんの数日前、チームメイトのマイク・ミラーが怪我をしてしまい、ヒートはミラーの代わりの選手を、急遽獲得しなくてはならなくなり、数人の解雇候補の選考を行った結果、ヒートはベバリーを解雇した。
この解雇に大きなショックを受けたベバリーは、地元シカゴに戻り、一度はNBA選手の夢を諦めかけたが、他の道を模索するも、NBAを諦められなかった。ある日、ベバリーがシカゴのジムでトレーニングをしている時に、たまたま、ピストンズの控えPGだった、同じシカゴ出身のウィル・バイナムがやってきた。バイナムの体格は、ベバリーとほぼ変わらず、NBA選手にしては小柄な選手の部類に入る。ベバリーは、自分と同じ小柄な体格で、同じ地域出身で、同じガードポジションでNBA入りを果たしているバイナムに、NBA入りの秘訣を聞いた。バイナムは「NBAには点取り屋がいくらでもいる。それこそ化け物だらけの世界だ。どのチームも、その化け物達をディフェンスで抑えられる奴が欲しいんだ。ガッツがあって、試合中ずっと動ける奴だ。NBAに入りたいなら、ディフェンスを磨け。お前に向いてるはずだ」というアドバイスを送る。ベバリーにとって、バイナムのアドバイスは納得できるものだった。自分のプレイの方向性が決まったベバリーは、今度はロシアへと渡り、2年250万ドルの契約を結び、リーグMVPを得る活躍を行う。
当初は、NBA入りの為にロシアに渡ったベバリーだったが、ロシアのチームにて活躍し、数百万ドルを得られる生活に満足していた。しかし、ある日、決断を迫られるオファーが届いた。
「ヒューストン・ロケッツからオファーが来た。だが、今のチームと契約解除を行う為に、君自らが100万ドルをロシアの所属チームに払わなければならない。
そして、ロケッツが提示している契約には全く保証がない。1年どころか、数日で解雇されてもおかしくない。どうするかは、君が決めてくれ」。
このオファーに対し、ベバリーは、ロケッツに行く事を選んだ。当時、ロケッツのエースだったハーデンの相方には、ジェレミー・リンがおり、その控え層も手厚かった。全てを承知した上で、ベバリーは自分に賭けた。

### ヒューストン・ロケッツ（2013年 - 2017年）
ビバリーは2012年12月7日、ヒューストン・ロケッツと契約し、NBA入りを果たす。契約内容の貧弱さが示す通り、当初は、チームのベバリーへの期待は少なかったが、練習合流初日で、ベバリーは、ハーデンにハードディフェンスを仕掛け、休憩中のリンに「休んでんじゃねぇよ」と檄を飛ばす気の強さを見せ、コーチにいい意味での異端児ぶりを見せつけた。当初は、プレイタイムを得られず、NBAとDリーグを行き来するような形となっていたが、ジェレミー・リンがチームを離れた事を機に、3ポイントシュートの正確さと、ディフェンスでの異様な粘り強さをコーチに買われ、ベバリーの泥臭いタフネスハードファイトスタイルこそ、今のチームに必要だという評価を得る。そして、ベバリーは、プレーオフ時には、ポイントガードとしてのスタメンに定着した。スターティングメンバーに選ばれた事を聞いた時、ベバリーは嬉しさに泣き崩れた。
しかし、事件は起きた。同シーズンのプレーオフ1stラウンドのオクラホマシティ・サンダー戦の第2戦で、ラッセル・ウェストブルックと接触した際、ウェストブルックの右膝の前十字靭帯を断裂するアクシデントが発生。この1件でビバリーは激しく非難され、サンダーの本拠地チェサピーク・エナジー・アリーナに勤務する17歳のボールボーイの少年から、Twitterで殺害予告を受ける騒ぎまでに発展した (少年は逮捕)。
殺害予告とその騒動に深刻さを感じたチームは、ベバリーにセキュリティをつけ、安全保障対策に動いた。だがベバリー本人は「おいおい、俺はシカゴのウエストサイド育ちだぜ？殺害予告なんかどうって事ねぇよ。自分の身は自分で守れるさ」と、笑ってセキュリティを追い返した。
翌2013-14シーズンにウェストブルックが復帰し、因縁のロケッツ戦の対戦前に、ウェストブルックは試合前のインタビューで「彼（ビバリー）の事は何も聞いてくれるな」とだけ語り、試合中は激しい舌戦と睨み合いを繰り広げた。このシーズンにビバリーは、オールディフェンシブセカンドチームに選出された。2015年2月14日のNBAオールスターウィークエンドのスキルチャレンジ決勝で、ミルウォーキー・バックスのブランドン・ナイトを破り優勝した。2015年にはNBAカンファレンスファイナルに進出したが、その年優勝したゴールデンステート・ウォリアーズに敗れた。2015年7月9日、ヒューストン・ロケッツと4年総額2300万ドルの契約を結んだ。2016年のオールスターでは、前回優勝したスキルチャレンジ出場者に選ばれたが、足首の故障で出場辞退した 。2016年3月18日、ミネソタ・ティンバーウルブズ戦で、シーズンハイの18得点、キャリアハイの10アシストを記録し、3月31日のシカゴ・ブルズ戦でキャリアハイの22得点を記録した。
2016年10月22日、2016-17シーズンを前に、左膝の内視鏡下手術を受け、シーズン初出場は11月17日となった。 12月7日、トリプルダブルまであと3リバウンドに迫る、10得点、7リバウンド、12アシストを記録した。
12月21日にも、トリプルダブルに僅かに及ばなかった18得点、9アシスト、9リバウンドの記録を残した。2017年4月2日にキャリアハイを26得点に伸ばした。プレーオフではファーストラウンドの対オクラホマシティ・サンダー初戦で、プレーオフキャリアハイの21得点を10アシストとともに記録した。ベバリーはNBA選手として出場するだけでなく、その名を、良くも悪くも、全米に轟かせる存在となった。

### ロサンゼルス・クリッパーズ（2017年 - 2021年）
2017年6月28日にクリス・ポールとの大型トレードでロサンゼルス・クリッパーズに移籍した。2017年11月22日、右膝の手術のため2017-18シーズンの残り全試合を欠場すると発表された。
この時、ベバリーは「俺は、この痛みを忘れちゃ駄目だと思った。モチベーションにして戦うべきなんだって思ったんだ」と、普通の人なら耐えきれないであろう術後の痛みに対し、痛み止めを飲まずに過ごした。
2019年7月1日、クリッパーズと3年総額4000万ドルで契約合意
。苦労して自分を育ててくれた愛する母親の為に、ベッドルームが6つもある豪邸を購入した。
ベバリーがよく行う、天に向かって指を掲げるポーズは、かつて殺害された従兄弟ドノバンへの祈りである。ハードファウルも辞さない、ベバリーの独特のディフェンススタイルへの悪評判について聞かれたベバリーは、
「俺の地元には、俺に憧れるガキが山ほどいて、俺を応援してくれる。死んだ従兄弟も天国から観て、応援してくれてるはずだ。だから、俺は俺のできるプレーを続けるだけさ」。

### ミネソタ・ティンバーウルブズ（2021年 - 2022年）
2021年8月16日にエリック・ブレッドソーとのトレードで、レイジョン・ロンド、ダニエル・オトゥルと共にメンフィス・グリズリーズへ放出された。その後、25日にジャレット・カルバー、フアンチョ・エルナンゴメスとのトレードでミネソタ・ティンバーウルブズへ移籍した。
2022年2月15日にウルブズと1年総額1300万ドルで契約延長した。

### ロサンゼルス・レイカーズ（2022年 - 2023年）
2022年7月6日にルディ・ゴベアとのトレードで、マリック・ビーズリー、ジャレッド・バンダービルト、レアンドロ・ボルマロ、4つのドラフト1巡目指名権、1つのドラフト1巡目指名交換権とともにユタ・ジャズへ放出された。その後、8月25日にテイレン・ホートン＝タッカー、スタンリー・ジョンソンとのトレードで、ロサンゼルス・レイカーズへ移籍した。

### シカゴ・ブルズ（2023年）
2023年2月9日に4チーム間のトレードでオーランド・マジックへ放出され、12日に解雇された。その後、21日にシカゴ・ブルズと契約した。

### ミルウォーキー・バックス（2024年）
2024年2月8日にキャメロン・ペインと2巡目指名権とのトレードでミルウォーキー・バックスへ移籍した。インディアナ・ペイサーズとのプレーオフ1回戦第6戦での敗戦後、観客席にボールを投げつけるなどの問題行為により、来期4試合の出場停止処分が下された。

### ハポエル・テルアビブBC
2024年7月17日、ユーロカップとイスラエル・バスケットボール・プレミアリーグに所属するハポエル・テルアビブBCへ2年契約で加入すると発表された。
2024年10月9日に行われたユーロカップのベシクタシュJK戦では、フリースローを10本全て決めるなど、16得点、10リバウンド、3アシストというスタッツを残しチームの勝利に大きく貢献した。
2025年1月にはユーロカップのシーズン中盤での調査で最優秀ソーシャルメディアプレイヤーアカウント賞を受賞するなど注目を集めたが、2月2日行われた国内リーグでのハポエル・ベエルシェバBC戦で、ヘッドコーチのディミトリオス・イトゥディスと衝突し、この試合の後半ベバリーは出場しなかった。その後チームから出場停止処分を受け、13日にはチームと双方合意の上で契約解除すると発表された。結果的にハポエル・テルアビブBCでの在籍期間は僅か6カ月に終わった。

## 個人成績

### NBA

#### レギュラーシーズン
| シーズン | チーム | GP  | GS  | MPG  | FG%  | 3P%  | FT%  | RPG | APG | SPG | BPG | PPG  |
| -------- | ------ | --- | --- | ---- | ---- | ---- | ---- | --- | --- | --- | --- | ---- |
| 2012–13  | HOU    | 41  | 0   | 17.4 | .418 | .375 | .829 | 2.7 | 2.9 | .9  | .5  | 5.6  |
| 2013–14  | HOU    | 56  | 55  | 31.3 | .414 | .361 | .814 | 3.5 | 2.7 | 1.4 | .4  | 10.2 |
| 2014–15  | HOU    | 56  | 55  | 30.8 | .383 | .356 | .750 | 4.2 | 3.4 | 1.1 | .4  | 10.1 |
| 2015–16  | HOU    | 71  | 63  | 28.7 | .434 | .400 | .682 | 3.5 | 3.4 | 1.3 | .4  | 9.9  |
| 2016–17  | HOU    | 67  | 67  | 30.7 | .420 | .383 | .768 | 5.9 | 4.2 | 1.5 | .4  | 9.5  |
| 2017–18  | LAC    | 11  | 11  | 30.4 | .403 | .400 | .824 | 4.1 | 2.9 | 1.7 | .5  | 12.2 |
| 2018–19  | LAC    | 78  | 49  | 27.4 | .407 | .397 | .780 | 5.0 | 3.8 | .9  | .6  | 7.6  |
| 2019–20  | LAC    | 51  | 50  | 26.3 | .431 | .388 | .660 | 5.2 | 3.6 | 1.1 | .5  | 7.9  |
| 2020–21  | LAC    | 37  | 34  | 22.5 | .423 | .397 | .800 | 3.2 | 2.1 | .8  | .8  | 7.5  |
| 2021–22  | MIN    | 58  | 54  | 25.4 | .406 | .343 | .722 | 4.1 | 4.6 | 1.2 | .9  | 9.2  |
| 2022–23  | LAL    | 45  | 45  | 26.9 | .402 | .348 | .780 | 3.1 | 2.6 | .9  | .6  | 6.4  |
| 2023–24  | PHI    | 47  | 5   | 19.6 | .432 | .321 | .810 | 3.1 | 3.1 | .5  | .4  | 6.3  |
| 2023–24  | MIL    | 26  | 8   | 20.9 | .391 | .361 | .852 | 3.6 | 2.6 | .7  | .5  | 6.0  |
| 通算     | 通算   | 666 | 518 | 26.6 | .413 | .371 | .760 | 4.1 | 3.4 | 1.1 | .5  | 8.3  |

#### プレーオフ
| シーズン | チーム | GP | GS | MPG  | FG%  | 3P%  | FT%   | RPG | APG | SPG | BPG | PPG  |
| -------- | ------ | -- | -- | ---- | ---- | ---- | ----- | --- | --- | --- | --- | ---- |
| 2013     | HOU    | 6  | 5  | 33.3 | .431 | .333 | 1.000 | 5.5 | 2.8 | 1.2 | .7  | 11.8 |
| 2014     | HOU    | 6  | 6  | 33.7 | .380 | .318 | .700  | 4.2 | 1.8 | .5  | .3  | 8.7  |
| 2016     | HOU    | 5  | 5  | 25.8 | .270 | .214 | 1.000 | 4.4 | 2.2 | .4  | .4  | 5.8  |
| 2017     | HOU    | 11 | 11 | 29.5 | .413 | .404 | .786  | 5.5 | 4.2 | 1.5 | .2  | 11.1 |
| 2019     | LAC    | 6  | 6  | 32.5 | .426 | .433 | .750  | 8.0 | 4.7 | 1.0 | 1.0 | 9.8  |
| 2020     | LAC    | 8  | 8  | 20.3 | .513 | .364 | .500  | 4.1 | 2.4 | 1.0 | .4  | 6.3  |
| 2021     | LAC    | 17 | 7  | 19.0 | .426 | .351 | .857  | 2.4 | 1.4 | .7  | .7  | 4.9  |
| 2022     | MIN    | 6  | 6  | 32.3 | .429 | .346 | .682  | 3.2 | 4.8 | 1.2 | 1.2 | 11.0 |
| 2024     | MIL    | 6  | 6  | 34.9 | .410 | .364 | .867  | 3.3 | 5.5 | 1.0 | .7  | 8.2  |
| 通算     | 通算   | 71 | 60 | 27.4 | .414 | .361 | .790  | 4.3 | 2.9 | .9  | .6  | 8.2  |

### カレッジ
| シーズン | チーム       | GP | GS | MPG  | FG%  | 3P%  | FT%  | RPG | APG | SPG | BPG | PPG  |
| -------- | ------------ | -- | -- | ---- | ---- | ---- | ---- | --- | --- | --- | --- | ---- |
| 2006–07  | アーカンソー | 35 | 34 | 34.4 | .427 | .386 | .812 | 4.5 | 3.1 | 1.7 | .4  | 13.9 |
| 2007–08  | アーカンソー | 35 | 33 | 33.8 | .412 | .378 | .644 | 6.6 | 2.4 | 1.3 | .5  | 12.1 |
| 通算     | 通算         | 70 | 67 | 34.1 | .420 | .382 | .730 | 5.5 | 2.8 | 1.5 | .4  | 13.0 |

### ユーロリーグ
| シーズン | チーム         | GP | GS | MPG | FG%  | 3P%  | FT%  | RPG | APG | SPG | BPG | PPG | PIR |
| -------- | -------------- | -- | -- | --- | ---- | ---- | ---- | --- | --- | --- | --- | --- | --- |
| 2009–10  | オリンピアコス | 19 | 5  | 9.3 | .514 | .182 | .824 | 1.9 | .6  | .6  | .2  | 2.7 | 4.4 |
| 通算     | 通算           | 19 | 5  | 9.3 | .514 | .182 | .824 | 1.9 | .6  | .6  | .2  | 2.7 | 4.4 |

## プレースタイル
平均得点はキャリア平均で10点前後とスターターとしては決して高くないが、彼のディフェンス能力の高さは特筆すべき部分の一つである。特に2018-19シーズンのプレーオフでは自身より20cm以上も大きいケビン・デュラントとマッチアップするなど、どんな相手とマッチアップしても物怖じせずに向かっていくのが彼の長所である。激しいトラッシュトークとハードファウルも辞さないディフェンスでマークした相手を抑え込む。
しかし一方で自身が感情的になってしまい、相手選手を突き飛ばして退場になるトラブルを起こすなど、評価において賛否両論の大きい選手といえる。
その他の特徴として、3ポイントシュートに関しても3割台後半の確率で決めることができる典型的な3&D選手である。